# Groupe de NGC 4699
Le groupe de NGC 4699 comprend au moins 15 galaxies situées dans la constellation de la Vierge. 

## Distance des galaxies du groupe de NGC 4699
Comme plusieurs galaxies de l'amas de la Vierge II, certaines galaxies du groupe de NGC 4699 présentent des distances de Hubble fort différentes des distances obtenues par des méthodes indépendantes du décalage vers le rouge. Sauf pour NGC 4722, les distances indépendantes sont toutes inférieures aux distances de Hubble.  La distance moyenne des galaxies présentant trois mesures ou plus par des méthodes indépendantes du décalage est de 16,2 ± 5,4 Mpc (∼52,8 millions d'al) et la moyenne des distances de Hubble est de 23,8 ± 2,8 Mpc (∼77,6 millions d'al). Ce groupe semble donc s'éloigner de la Voie lactée à une vitesse supérieure à celle que lui procurerait l'expansion de l'Univers.

## Membres
Le tableau ci-dessous liste les 15 galaxies du groupe indiquées dans l'article de A.M. Garcia paru en 1993.
Le groupe de NGC 4699 fait partie de l'amas de la Vierge II, un amas situé à la frontière sud de l'amas de la Vierge.
| Nom                  | Class.         | Type                               | α (J2000.0)   | δ (J2000.0)  | Vitesse radiale (km/s) | m       | Distance (Mpc) | Diamètre (kal) | D (Mpc)       |
| -------------------- | -------------- | ---------------------------------- | ------------- | ------------ | ---------------------- | ------- | -------------- | -------------- | ------------- |
| NGC 4699             | SA(s)ab        | Spirale                            | 12h 49m 02.2s | -08° 39′ 53″ | 1390 ± 4               | 9,5     | 25,5 ± 1,8     | 73             | 19,7 ± 6,5    |
| NGC 4700             | SB(s)c?        | Spirale barrée                     | 12h 49m 08.1s | -11° 24′ 35″ | 1409 ± 4               | 11,9    | 25,8 ± 1,8     | 26             | 8,84 ± 6,18   |
| NGC 4722             | SB(r)0/a       | Lenticulaire                       | 12h 51m 32.4s | -13° 19′ 48″ | 1312 ± 9               | 12,8    | 24,3 ± 1,7     | 47             | 27,4 ± 17,0 A |
| NGC 4742             | E4?            | Elliptique                         | 12h 51m 48.0s | -10° 27′ 17″ | 1270 ± 15              | 11,3    | 23,7 ± 1,7     | 34             | 13,6 ± 5,0    |
| NGC 4781             | SB(rs)d        | Spirale barrée                     | 12h 54m 23.7s | -10° 32′ 14″ | 1260 ± 2               | 11,1    | 23,5 ± 1,7     | 48             | 14,9 ± 3,2    |
| NGC 4790             | SB(rs)c?       | Spirale barrée                     | 12h 54m 51.9s | -10° 14′ 52″ | 1344 ± 5               | 12,4    | 24,8 ± 1,8     | 39             | 22,9 ± 2,8    |
| NGC 4802 (=NGC 4804) | SA(r)0?        | Lenticulaire                       | 12h 55m 49.6s | -12° 03′ 19″ | 941 ± 45               | 11,4    | 18,8 ± 1,5     | 26             | 11,6 ± 0,1    |
| NGC 4818             | SAB(rs)ab pec? | Spirale intermédiaire              | 12h 56m 48.9s | -08° 31′ 31″ | 1065 ± 31              | 11,1    | 20,6 ± 1,6     | 57             | 13,9 ± 4,4    |
| UGCA 295             | SAB(s)m?       | Spirale intermédiaire magellanique | 12h 44m 54.1s | -09° 07′ 31″ | 1381 ± 2               | 13,3595 | 25,4 ± 1,8     | 58             | 24,2 ± ? A    |
| UGCA 308             | IB(s)m         | Irrégulière magellanique           | 12h 55m 31.4s | -10° 23′ 37″ | 1322 ± 6               | ?       | 24,4 ± 1,8     | 2              | 19,9 ± 4,7 A  |
| UGCA 312             | IAB(s)m        | Irrégulière magellanique           | 12h 59m 06.8s | -12° 13′ 40″ | 1309 ± 1               | 14,9608 | 24,2 ± 1,7     | 22             | 17,3 ± 7,5 A  |
| MCG -1-33-60         | Sdm            | Spirale magellanique               | 12h 57m 46.8s | -09° 38′ 01″ | 1482 ± 6               | 13,5877 | 26,8 ± 1,9     | 74             | 25,3 ± 3,8    |
| MCG -2-33-15         | SB(s)m         | Spirale magellanique               | 12h 49m 23.7s | -10° 07′ 06″ | 1309 ± 3               | 11,85   | 24,3 ± 1,7     | 67             | 15,8 ± 7,9    |
| MCG -2-33-47         | IB(s)m         | Irrégulière magellanique           | 12h 53m 57.3s | -12° 06′ 21″ | 821 ± 1                | 13,989  | 17,0 ± 1,2     | 22             | 11,1 ± 5,4    |
| MCG -2-33-85         | IB(s)m         | Irrégulière magellanique           | 13h 00m 17.2s | -12° 20′ 48″ | 1580 ± 6               | 13,7433 | 28,2 ± 2,0     | 44             | 25,4 ± 0,8 A  |

- A Moins de trois mesures.

Le site DeepskyLog permet de trouver aisément les constellations des galaxies mentionnées dans ce tableau ou si elles ne s'y trouvent pas, l'outil du site constellation permet de le faire à l'aide des coordonnées de la galaxie. Sauf indication contraire, les données proviennent du site NASA/IPAC.